# Orlianka
Orlianka (en (ucraïnès) i rus: Орлянка) és un poble de la República Autònoma de Crimea a Ucraïna, que el 2014 tenia 521 habitants. Pertany al districte rural de Saki.